# Nederland op de Paralympische Winterspelen 1984
Nederland is een van de landen die deelnam aan de Paralympische Winterspelen 1984 in het Oostenrijkse Innsbruck.

## Deelnemers en resultaten
(m) = mannen, (v) = vrouwen 

### Alpineskiën
| Paralympiër | Onderdeel                        | Resultaat | Prestatie |
| ----------- | -------------------------------- | --------- | --------- |
| Karel Hanse | Alpine-combinatie Klasse LW2 (m) | 17de      | 532.78    |
| Karel Hanse | Reuzenslalom Klasse LW2 (m)      | 15de      | 1:42.34   |
| Karel Hanse | Slalom Klasse LW2 (m)            | 31ste     | 1:52.16   |
| Karel Hanse | Afdaling Klasse LW2 (m)          | 21ste     | 1:20.05   |
| Wiel Bouten | Alpine-combinatie Klasse LW2 (m) | 18de      | 534.83    |
| Wiel Bouten | Reuzenslalom Klasse LW2 (m)      | 22        | 1:50.35   |
| Wiel Bouten | Slalom Klasse LW2 (m)            | 28ste     | 1:41.00   |
| Wiel Bouten | Afdaling Klasse LW2 (m)          | 28ste     | 1:22.66   |

### Langlaufen
| Paralympiër   | Onderdeel           | Resultaat | Prestatie      |
| ------------- | ------------------- | --------- | -------------- |
| Jan Visser    | 10 km Klasse B2 (m) | 26ste     | 1:41:23.5      |
| Jan Visser    | 5 km Klasse B2 (m)  | 27ste     | 45:38.4        |
|               |                     |           |                |
| Tineke Hekman | 5 km Klasse B1 (v)  | DNF       | Niet Gefinisht |
| Tineke Hekman | 10 km Klasse B1 (v) | 9de       | 1:28:48.7      |

### Priksleeën
| Paralympiër  | Onderdeel               | Resultaat | Prestatie |
| ------------ | ----------------------- | --------- | --------- |
| Willem Hofma | 100 m Klasse Gr II (m)  | 12de      | 17.71     |
| Willem Hofma | 500 m Klasse Gr II (m)  | 9de       | 1:21.90   |
| Willem Hofma | 1000 m Klasse Gr II (m) | 12de      | 3:06.47   |
| Willem Hofma | 1500 m Klasse Gr II (m) | 7de       | 4:17.52   |
| Henk de Jong | 100 m Klasse Gr II (m)  | 10de      | 17.38     |
| Henk de Jong | 500 m Klasse Gr II (m)  | 12de      | 1:27.08   |
| Henk de Jong | 1000 m Klasse Gr II (m) | 13de      | 3:11.94   |
| Henk de Jong | 1500 m Klasse Gr II (m) | 13de      | 4:40.80   |

Australië · 
België · 
Bondsrepubliek Duitsland · 
Canada · 
Denemarken · 
Finland · 
Frankrijk · 
Groot-Brittannië · 
Italië · 
Japan · 
Joegoslavië · 
Nederland · 
Nieuw-Zeeland · 
Noorwegen · 
Oostenrijk · 
Polen · 
Spanje · 
Tsjecho-Slowakije · 
Verenigde Staten · 
Zweden · 
Zwitserland